# Eugeniusz Babraj
Eugeniusz Babraj (ur. 23 października 1896 w Krakowie, zm. 28 maja 1942 w Magdalence) – kapitan piechoty Wojska Polskiego, działacz niepodległościowy.

## Życiorys
Urodził się 23 października 1896 w Krakowie, w rodzinie Michała. W czasie I wojny światowej walczył w szeregach 1 pułku piechoty Legionów Polskich.
Mianowany porucznikiem ze starszeństwem z dniem 1 czerwca 1921 w korpusie oficerów piechoty. W latach 1923–1933 pełnił służbę w 59 pułku piechoty w Inowrocławiu. W kwietniu 1933 został przeniesiony do Korpusu Ochrony Pogranicza. Na stopień kapitana został mianowany ze starszeństwem z 1 stycznia 1936 i 102. lokatą w korpusie oficerów piechoty. W marcu 1939 pełnił służbę w batalionie KOP „Bereźne” na stanowisku dowódcy plutonu łączności.
We wrześniu 1941 został zatrzymany pod fałszywym nazwiskiem „Eugeniusz Borkowski” i osadzony w alei Szucha, a następnie na Pawiaku. 28 maja 1942 został rozstrzelany w Magdalence.

## Ordery i odznaczenia
- Krzyż Niepodległości – 24 października 1931 „za pracę w dziele odzyskania niepodległości”[12][13]
- Srebrny Krzyż Zasługi po raz drugi – 1938 „za zasługi na polu pracy społecznej”[14]
- Srebrny Krzyż Zasługi po raz pierwszy – 10 listopada 1928[15][16]